# Punt Ota (Pontresina)

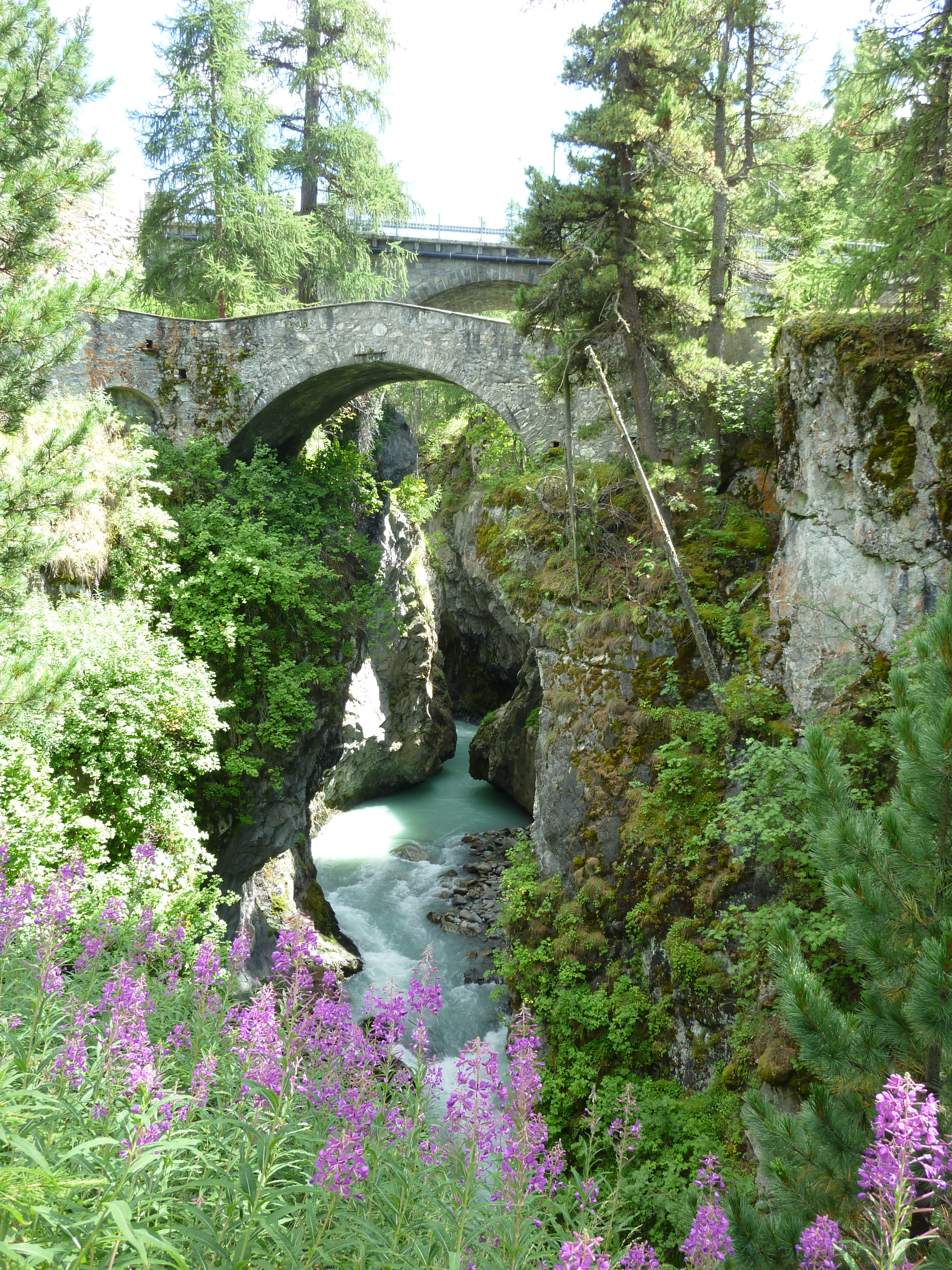
Punt Ota.

Wappen von Pontresina mit der vereinfachten Punt Ota.

Punt Ota ([ˌpʊntˈotɐ]ⓘ, rätoromanisch im Idiom Putèr für «hohe Brücke») ist eine Brücke für Fussgänger in Pontresina im Oberengadin. Sie führt über den Berninabach und verbindet den Bahnhof mit dem Dorf Pontresina.
Die über 300 Jahre alte Brücke trägt die Inschrift «Im Jahr 1710 Flurin P Tumaesch und Alesch Frauntz Gemeindevorsteher FF» und ist im Wappen des Ortes abgebildet.
Nach Annahme der Reformation 1537 wurden Heiligenbilder und -statuen aus der Kirche Sta. Maria entfernt und von der Punt Ota in den Fluss hinabgeworfen.
Den fortschwimmenden Statuen wurde spöttisch hinterhergerufen "Bhieti Gott" (hdt.: "behüte dich Gott"), was zum Rufnamen der Pontresiner: ils Pietigots führte.